# Élongation (astronomie)
Pour les articles homonymes, voir Élongation.
 (février 2024).
Si vous disposez d'ouvrages ou d'articles de référence ou si vous connaissez des sites web de qualité traitant du thème abordé ici, merci de compléter l'article en donnant les références utiles à sa vérifiabilité et en les liant à la section « Notes et références ».

Élongations maximales des planètes inférieures.

Le terme élongation utilisé en astronomie correspond à l'angle apparent (mesuré en degrés, minutes, secondes) qui sépare deux objets sur la sphère céleste, vus à partir d'un troisième objet. Il est le plus souvent employé pour décrire la séparation entre une planète du système solaire et le Soleil ou encore entre la Lune et le Soleil (vus depuis la Terre).

## Élongations minimales
Depuis la Terre, l'élongation par rapport au Soleil est donc minimale lorsqu'un objet se trouve devant ou derrière celui-ci (conjonction).

## Élongations maximales

### Cas des planètes inférieures
Les planètes inférieures du Système solaire, Mercure et Vénus, sont proches de leur « plus grande élongation est » lorsqu'elles sont visibles après le coucher du Soleil. À l'inverse, elles sont proches de leur « plus grande élongation ouest » lorsqu'elles sont visibles avant le lever du Soleil.
Ces planètes inférieures ne pouvant jamais atteindre l'opposition, leur élongation ne peut jamais être de 180°, celle-ci est donc bornée par un maximum. Les valeurs maximales d'élongation pour Mercure se situent entre 18° et 28°, et pour Vénus entre 45° et 47°. Ces périodes d'élongation maximale sont les plus propices à l'observation, notamment pour Mercure, car c'est à cette période que la durée de visibilité de la planète est la plus grande. L'élongation est maximale lorsque la droite Terre-Mercure ou Terre-Vénus est tangente à l'orbite de Mercure ou Vénus.

### Cas des planètes supérieures
Pour les planètes supérieures du Système solaire, l'élongation maximale est atteinte lorsqu'elles se trouvent à l'opposition, c'est-à-dire à 180° (derrière la Terre par rapport au Soleil).